# Nghiệp (thành)
Nghiệp (tiếng Hán: 鄴; phiên âm: Yè) hoặc Nghiệp Thành (鄴城) là một thành trì cổ ở huyện Lâm Chương, Hà Bắc và tiếp giáp huyện An Dương, Hà Nam.
Thành Nghiệp được xây dựng vào thời kỳ Xuân Thu bởi Tề Hoàn Công, vào thời kỳ Chiến Quốc thì nó thuộc về nước Ngụy, thành Nghiệp là trung tâm hành chính và kinh tế của Trung Quốc trong suốt thời kỳ Tam Quốc và Bắc triều. Nó là căn cứ quân sự của cả Viên Thiệu và Tào Tháo trong những năm cuối thời Nhà Hán. Sự trỗi dậy và sụp đổ của nhà Đông Hán và sau đó trở thành kinh đô của nhà Hậu Triệu, Tiền Yên thời Ngũ Hồ thập lục quốc và nhà Đông Ngụy, Bắc Tề thời Nam Bắc triều. Thành trì này bị san bằng vào năm 580, sau khi Dương Kiên, vua khai quốc của nhà Tùy, đánh bại quân thủ thành do Uất Trì Huýnh chỉ huy. Thành trì này đã được khai quật trong những năm gần đây đã giúp các nhà sử học Trung Quốc hiểu thêm nhiều điều về nơi này.